# Amt Scharmützelsee
Das Amt Scharmützelsee (niedersorbisch Amt Tśemuśnica) ist ein 1992 gebildetes Amt im Landkreis Oder-Spree des Landes Brandenburg, in dem sich ursprünglich neun Gemeinden in den damaligen Kreisen Beeskow und Fürstenwalde zu einem Verwaltungsverbund zusammengeschlossen hatten. Sitz der Amtsverwaltung ist die Gemeinde Bad Saarow. Durch Eingliederungen und Gemeindezusammenschlüsse hat sich die Zahl der amtsangehörigen Gemeinden auf fünf verringert. Das Amt ist nach dem gleichnamigen See benannt, um den herum es liegt.

## Geographische Lage
Das Amt liegt im Westen des Landkreises Oder-Spree und grenzt im Westen an das Amt Spreenhagen, im Norden an die Stadt Fürstenwalde/Spree und das Amt Odervorland, im Osten an die Gemeinde Rietz-Neuendorf sowie im Süden an die Stadt Storkow (Mark).

## Gemeinden und Ortsteile
Das Amt Scharmützelsee hat fünf amtsangehörige Gemeinden:
- Bad Saarow (Zarow[2])
mit den Ortsteilen Neu Golm (Nowy Chółm[2]) und Petersdorf (Pětšojce[2])
- Diensdorf-Radlow (Dimšojce-Radłow[2])
- Langewahl (Ławjele)
- Reichenwalde (Rychwałt)
mit den Ortsteilen Dahmsdorf (Damaćojce), Kolpin (Kółpin[2]) und Reichenwalde
- Wendisch Rietz (Rěc[2])

## Geschichte
Der Minister des Innern des Landes Brandenburg erteilte am 13. Juli 1992 seine Zustimmung zur Bildung des Amtes Scharmützelsee. Als Zeitpunkt des Zustandekommens des Amtes wurde der 21. Juli 1992 festgelegt. Das Amt hat seinen Sitz in der Gemeinde Bad Saarow-Pieskow (heute Bad Saarow) und bestand zunächst aus neun Gemeinden in den damaligen Kreisen Beeskow und Fürstenwalde:
1. Bad Saarow-Pieskow
2. Dahmsdorf
3. Diensdorf-Radlow
4. Kolpin
5. Langewahl
6. Neu Golm
7. Petersdorf bei Saarow
8. Reichenwalde
9. Wendisch Rietz

Zum 31. Dezember 2001 schlossen sich die Gemeinden Dahmsdorf, Kolpin und Reichenwalde zur neuen Gemeinde Reichenwalde zusammen. Zum 31. Dezember 2002 wurden Neu Golm und Petersdorf in die Gemeinde Bad Saarow eingegliedert. Ebenfalls mit Wirkung zum 31. Dezember 2002 wurde Bad Saarow-Pieskow in Bad Saarow umbenannt.

## Bevölkerungsentwicklung
| Jahr | Einwohner |
| ---- | --------- |
| 1992 | 7 864     |
| 1995 | 7 889     |
| 2000 | 8 368     |
| 2005 | 8 699     |
| 2010 | 8 785     |
| 2015 | 9 311     |

| Jahr | Einwohner |
| ---- | --------- |
| 2020 | 10 433    |
| 2021 | 10 532    |
| 2022 | 10 591    |
| 2023 | 10 739    |
| 2024 | 10 712    |

Gebietsstand des jeweiligen Jahres, Einwohnerzahl: Stand 31. Dezember, ab 2011 auf Basis des Zensus 2011, ab 2022 auf Basis des Zensus 2022

## Politik

### Amtsdirektoren
- 1992–2016: Carsten Krappmann
- seit 2016: Christian Riecke

Riecke wurde am 28. Juni 2016 durch den Amtsausschuss für eine Amtsdauer von acht Jahren gewählt. Er trat sein Amt am 2. Dezember 2016 an.
Er wurde am 4. Juni 2024 vom Amtsausschuss für weitere acht Jahre gewählt.

### Wappen
Blasonierung: In Grün eine aus einem oben golden gesäumten Wellenschildfuß wachsende goldene Eiche mit fünf Blättern und vier Eicheln. Genehmigungsdatum: 2. März 2009